# Curculionoïdeus
Els curculionoïdeus (Curculionoidea) son una superfamília de coleòpters polífags coneguts popularment com a morruts o corcs. Normalment són insectes petits de menys de 6 mm i són herbívors. Hi ha unes 60.000 espècies (tantes com vertebrats) distribuïdes en diverses famílies, la majoria dins la família Curculionidae (els morruts veritables).
Molts morruts ataquen plantes cultivades. El morrut del blat (Sitophilus granarius) danya els cereals emmagatzemats. El morrut del cotó (Anthonomus grandis) ataca els conreus de cotoner.
Sovint es troben morruts en aliments secs incloent nous i llavors.

## Filogènia

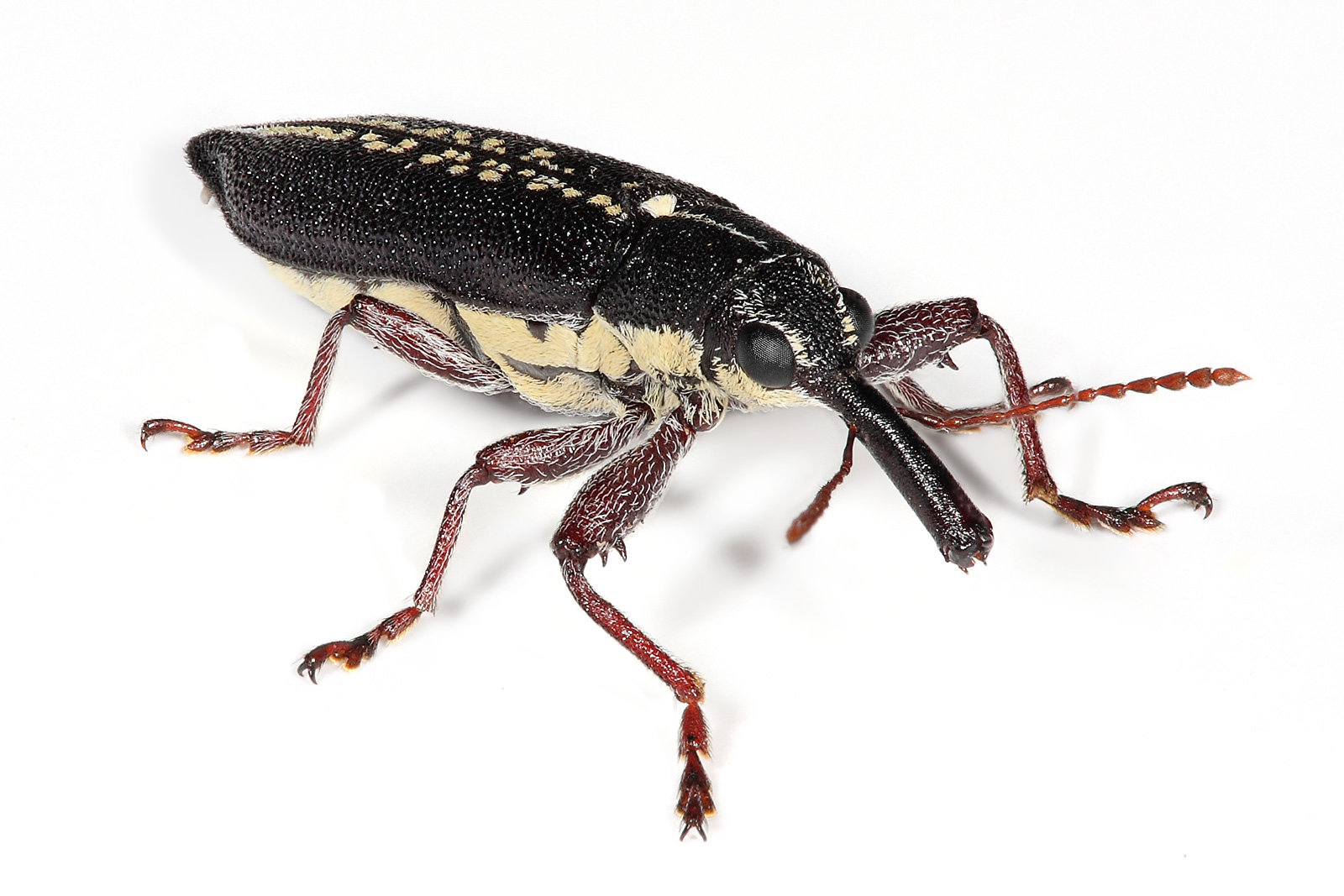
Rhinotia hemistictus, dins la família Belidae

Una filogènia dels Curculionoidea basada en l'ADN ribosòmic i dades morfològiques es proposa a sota:
|  | Nemonychidae |
|  |              |
|  | Anthribidae  |
|  |              |

|  | Caridae                                                     |
|  |                                                             |
|  | \| \| Brentidae \| \| \| \| \| \| Curculionidae \| \| \| \| |
|  |                                                             |
|  | Brentidae                                                   |
|  |                                                             |
|  | Curculionidae                                               |
|  |                                                             |

|  | Brentidae     |
|  |               |
|  | Curculionidae |
|  |               |

|  | Caridae                                                     |
|  |                                                             |
|  | \| \| Brentidae \| \| \| \| \| \| Curculionidae \| \| \| \| |
|  |                                                             |
|  | Brentidae                                                   |
|  |                                                             |
|  | Curculionidae                                               |
|  |                                                             |

|  | Brentidae     |
|  |               |
|  | Curculionidae |
|  |               |

|  | Caridae                                                     |
|  |                                                             |
|  | \| \| Brentidae \| \| \| \| \| \| Curculionidae \| \| \| \| |
|  |                                                             |
|  | Brentidae                                                   |
|  |                                                             |
|  | Curculionidae                                               |
|  |                                                             |

|  | Brentidae     |
|  |               |
|  | Curculionidae |
|  |               |

|  | Caridae                                                     |
|  |                                                             |
|  | \| \| Brentidae \| \| \| \| \| \| Curculionidae \| \| \| \| |
|  |                                                             |
|  | Brentidae                                                   |
|  |                                                             |
|  | Curculionidae                                               |
|  |                                                             |

|  | Brentidae     |
|  |               |
|  | Curculionidae |
|  |               |

|  | Nemonychidae |
|  |              |
|  | Anthribidae  |
|  |              |

|  | Caridae                                                     |
|  |                                                             |
|  | \| \| Brentidae \| \| \| \| \| \| Curculionidae \| \| \| \| |
|  |                                                             |
|  | Brentidae                                                   |
|  |                                                             |
|  | Curculionidae                                               |
|  |                                                             |

|  | Brentidae     |
|  |               |
|  | Curculionidae |
|  |               |

|  | Caridae                                                     |
|  |                                                             |
|  | \| \| Brentidae \| \| \| \| \| \| Curculionidae \| \| \| \| |
|  |                                                             |
|  | Brentidae                                                   |
|  |                                                             |
|  | Curculionidae                                               |
|  |                                                             |

|  | Brentidae     |
|  |               |
|  | Curculionidae |
|  |               |

|  | Caridae                                                     |
|  |                                                             |
|  | \| \| Brentidae \| \| \| \| \| \| Curculionidae \| \| \| \| |
|  |                                                             |
|  | Brentidae                                                   |
|  |                                                             |
|  | Curculionidae                                               |
|  |                                                             |

|  | Brentidae     |
|  |               |
|  | Curculionidae |
|  |               |

|  | Caridae                                                     |
|  |                                                             |
|  | \| \| Brentidae \| \| \| \| \| \| Curculionidae \| \| \| \| |
|  |                                                             |
|  | Brentidae                                                   |
|  |                                                             |
|  | Curculionidae                                               |
|  |                                                             |

|  | Brentidae     |
|  |               |
|  | Curculionidae |
|  |               |

## Taxonomia
Els curculionoïdeus es subdivideixen en les següents famílies i subfamílies:
- Família Nemonychidae Bedel, 1882
  - Subfamília Nemonychinae Bedel, 1882
  - Subfamília Cimberidinae Gozis, 1882
  - Subfamília Rhinorhynchinae Voss, 1922
  - Subfamília Slonikinae† Zherikhin, 1977
  - Subfamília Eccoptarthrinae† Arnoldi, 1977
  - Subfamília Brenthorrhininae† Arnoldi, 1977
  - Subfamília Distenorrhininae† Arnoldi, 1977
  - Subfamília Eobelinae† Arnoldi, 1977
  - Subfamília Paleocartinae† Legalov, 2003
  - Subfamília Metrioxenoidinae† Legalov, 2009
  - Subfamília Cretonemonychinae† Gratshev and Legalov, 2009
  - Subfamília Selengarhynchinae† Gratshev and Legalov, 2009
- Família Anthribidae Billberg, 1820
  - Subfamília Anthribinae Billberg, 1820
  - Subfamília Choraginae Kirby, 1819
  - Subfamília Urodontinae Thomson, 1859
- Família Ulyanidae† Zherikhin, 1993
- Família Belidae Schönherr, 1826
  - Subfamília Belinae Schönherr, 1826
  - Subfamília Oxycoryninae Schönherr, 1840
- Família Caridae Thompson, 1992
  - Subfamília Carinae Thompson, 1992
  - Subfamília Chilecarinae Legalov, 2009
  - Subfamília Baissorhynchinae† Zherikhin, 1993
- Família Attelabidae Billberg, 1820
  - Subfamília Attelabinae Billberg, 1820
  - Subfamília Apoderinae Jekel, 1860
  - Subfamília Rhynchitinae Gistel, 1848
  - Subfamília Isotheinae Scudder, 1893
  - Subfamília Pterocolinae Lacordaire, 1865
- Família Brentidae Billberg, 1820
  - Subfamília Brentinae Billberg, 1820
  - Subfamília Eurhynchinae Lacordaire, 1863
  - Subfamília Apioninae Schönherr, 1823
  - Subfamília Ithycerinae Schönherr, 1823
  - Subfamília Microcerinae Lacordaire, 1863
  - Subfamília Nanophyinae Gistel, 1848
- Família Dryophthoridae Schönherr, 1825
  - Subfamília Dryophthorinae Schönherr, 1825
  - Subfamília Cryptodermatinae Bovie, 1908
  - Subfamília Orthognathinae Lacordaire, 1865
  - Subfamília Rhynchophorinae Schönherr, 1833
  - Subfamília Stromboscerinae Lacordaire, 1865
- Família Brachyceridae Billberg, 1820
  - Subfamília Brachycerinae Billberg, 1820
  - Subfamília Cryptolarynginae Schalkwyk, 1966
  - Subfamília Erirhininae Schönherr, 1825
  - Subfamília Ocladiinae Lacordaire, 1865
  - Subfamília Raymondionyminae Reitter, 1913
- Família Curculionidae Latreille, 1802
  - Subfamília Curculioninae Latreille, 1802
  - Subfamília Bagoinae Thomson, 1859 nomen protectum
  - Subfamília Baridinae Schönherr, 1836
  - Subfamília Ceutorhynchinae Gistel, 1848
  - Subfamília Conoderinae Schönherr, 1833
  - Subfamília Cossoninae Schönherr, 1825
  - Subfamília Cryptorhynchinae Schönherr, 1825
  - Subfamília Cyclominae Schönherr, 1826
  - Subfamília Entiminae Schönherr, 1823
  - Subfamília Hyperinae Marseul, 1863 (1848)
  - Subfamília Lixinae Schönherr, 1823
  - Subfamília Mesoptiliinae Lacordaire, 1863
  - Subfamília Molytinae Schönherr, 1823
  - Subfamília Orobitidinae Thomson, 1859
  - Subfamília Xiphaspidinae Marshall, 1920
  - Subfamília Scolytinae Latreille, 1804
  - Subfamília Platypodinae Shuckard, 1839